# Le Voyage imaginaire
Le voyage imaginaire és una pel·lícula muda de comèdia francesa de 1926 dirigida per René Clair i protagonitzada per Dolly Davis, Jean Börlin i Albert Préjean.

## Sinopsi
Un empleat del banc enamorat d'una mecanògrafa s'adorm i té somnis estranys.

## Repartiment
- Dolly Davis - Lucie - una mecanògrafa
- Jean Börlin - Jean
- Albert Préjean - Albert
- Jim Gérald - Auguste
- Paul Ollivier - Director de banc
- Maurice Schutz - La bruixa
- Yvonne Legeay - La fada dolenta
- Marguerite Madys - Urgel - la fada bona
- Marise Maia
- Bronja Perlmutter
- Jane Pierson
- Louis Pré Fils